# Marguerite de Gourbillon
Jeanne Marguerite de Gourbillon, née Gallois (1737-1817), est une dame française. Favorite de Marie-Joséphine de Savoie, comtesse de Provence et épouse du futur roi Louis XVIII, elle la suit en émigration à travers l'Europe.

## Biographie
Jeanne Marguerite Galoy naît le 24 décembre 1737 à Gray, en Franche Comté. Elle est fille de Jean Gallois (ca 1700-1750, Gray), marchand et huissier royal en la maîtrise des Eaux et Forêts, et de Catherine Ragon. Elle est la dernière née d'une fratrie de onze enfants, dont deux fils lazaristes appartiennent au clergé de Versailles : Paul (1727, Gray-1792, Versailles), victime des Massacres de septembre ; Claude Antoine (1730, Gray-1787, Versailles, paroisse Notre-Dame), trésorier et sacristain de la chapelle royale.
Le 26 octobre 1763, elle épouse à Paris, en l'église Saint-Sulpice, Charles Florent Gourbillon, (1739, Marseille, Notre-Dame-des-Accoules-1818, Paris), inspecteur des fourrages de l'armée, futur directeur des Postes et de la Loterie royale à Lille. De cette union naît Joseph Antoine de Gourbillon, qui sera secrétaire des Commandements et du Cabinet de la reine, ordonnateur général des Armées du roi puis homme de lettres. Quelques années plus tard, Charles Florent devient intendant de Marie-Joséphine de Savoie, comtesse de Provence, et son épouse entre au service de la princesse. En 1785, il achète à sa femme une charge de lectrice auprès de celle qu'on appelle Madame depuis la mort de Louis XV en mai 1774. Marie-Joséphine se sent esseulée : son mari se détourne d'elle et la Cour la méprise. Elle reporte son affection sur sa lectrice, son aînée de 16 ans. Les mémoires de l'époque attestent leur proximité affective, qui touche à l'intimité et suscite des ragots. En 1789, sur demande de son frère cadet qui désire éviter un scandale, Louis XVI éloigne Jeanne Marguerite Gourbillon au prétexte qu'elle encourage le penchant de Madame pour la boisson en lui fournissant de l'alcool. Cette dernière ne supporte pas l'absence de son amie et devient dépressive. Les deux femmes correspondent en secret.
La Révolution menaçant la famille royale, le comte de Provence organise sa fuite hors de France. Il rappelle Jeanne Marguerite auprès de son épouse mais souhaite partir seul,,,,. En 1791, les deux femmes émigrent ensemble en Allemagne puis se réfugient pendant huit ans dans plusieurs pays d'Europe. En 1795, après la mort du jeune Louis XVII, le comte de Provence se proclame roi de France sous le nom de Louis XVIII et son épouse devient reine. En juin 1799, alors exilé en Russie, il décide de marier ses neveu et nièce : Louis-Antoine de France, fils du comte d'Artois (futur Charles X) et de Marie-Thérèse de Savoie (sœur de Madame), épousera sa cousine Marie-Thérèse de France, fille de Louis XVI et de Marie-Antoinette. À la demande du roi, le tsar Paul Ier interdit l'entrée du territoire russe à Jeanne Marguerite. Marie-Joséphine réagit violemment et impose la présence de sa lectrice.

En mars 1800, apprenant que Madame de Gourbillon vient d'arriver à Saint-Pétersbourg, Louis XVIII écrit depuis Mittau à l'abbé Edgeworth, dernier confesseur de son défunt frère : 
« Il y a plus de quinze ans que cette femme jouit des bontés de la reine. Je m'étais aperçu qu'elle en abusait et qu'elle prenait un ton peu convenable et, en 1789, j'obtins un ordre du roi, mon frère, pour qu'elle allât rejoindre son mari à Lille. La Révolution ayant détruit l'effet de cet ordre, je ne pus m'opposer à son retour et je me bornai à espérer que cette leçon l'avait corrigée. Mais, je ne tardai pas à  m'apercevoir que je m'étais trompé et, en 1790, j'usai du seul pouvoir qui me restait, celui de lui interdire l'entrée de ma maison.

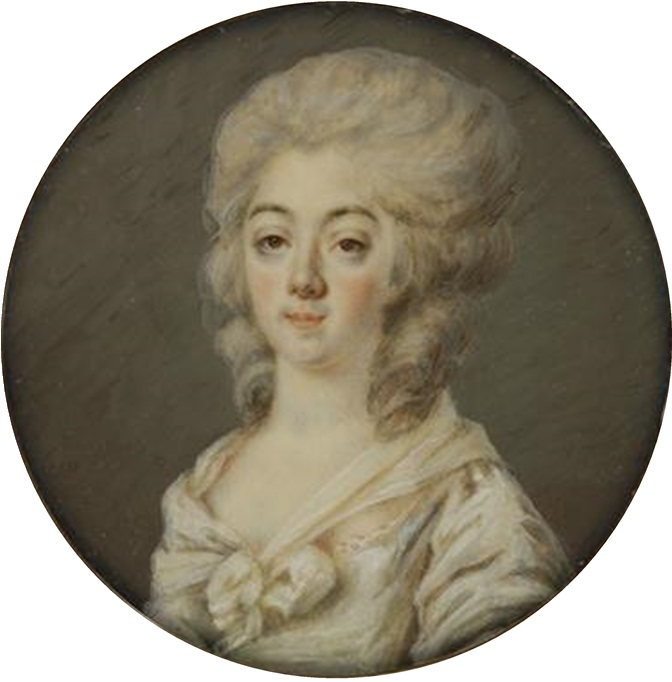
Marie-Joséphine de Savoie, 1788. Paris, musée du Louvre.

Au bout de quelques mois, la reine me pressa tellement et par tant de moyens, pour obtenir son retour, que je ne sus pas m'y refuser, et, quoique cette condescendance ait été pour moi l'objet de bien des peines, je ne puis m'en repentir, puisque ce fut à cette époque qu'elle  me rendit, en accompagnant la reine dans son évasion, un service dont sa conduite même n'a pu effacer le souvenir et qui l'a longtemps balancée dans mon esprit. Mais, enfin, mon devoir et mon attachement pour la reine l'ont emporté.  Il a fallu (...) écarter une femme dont l'insolence allait tous les jours en croissant, qui était un objet de scandale pour tous ceux qui en étaient témoins, qui semblait ne se servir des bontés d'une maîtressse trop facile, que pour l'avilir, en perdant, à chaque instant, le respect et les formes mêmes de la décence.

Ces faits ont été attestés, non seulement par ceux qui approchaient la reine pendant notre séparation, mais par la voix publique, par tous ceux qui les ont vues ensemble, ne fût-ce qu'une minute. A l'insolence, cette femme joint un intérêt sordide ; car (...) il est avéré qu'outre les fonds qu'elle a fait passer en Angleterre, elle a extorqué de la reine un billet de quatre cent mille livres. (...) On m'a parlé aussi de sommes considérables en diamants, qui ont passé entre ses mains. »
— Alexis Donnet, Histoire de l'Émigration pendant la Révolution française, Hachette (1907), pp. 238-244.
La reine rend son dernier soupir en Angleterre à la mi-novembre 1810. La monarchie française est rétablie en 1814. Jeanne Marguerite rentre en France avec son époux. Elle meurt à Paris, 20 rue Taitbout (2e arrondissement ancien), le 11 décembre 1817,, quelques jours avant ses 80 ans. Elle est inhumée le 13 au cimetière du Père-Lachaise, en concession temporaire. Ses biens sont aussitôt mis sous scellés, le pouvoir  royal souhaitant saisir toute correspondance compromettante. Son mari lui survit sept mois ; comme ceux de sa femme, ses biens sont mis sous scellés le jour même de sa mort. Selon ses volontés, il est inhumé auprès de sa mère à Champs-sur-Marne, où sa pierre tombale existe toujours.